# Perícope da Adúltera

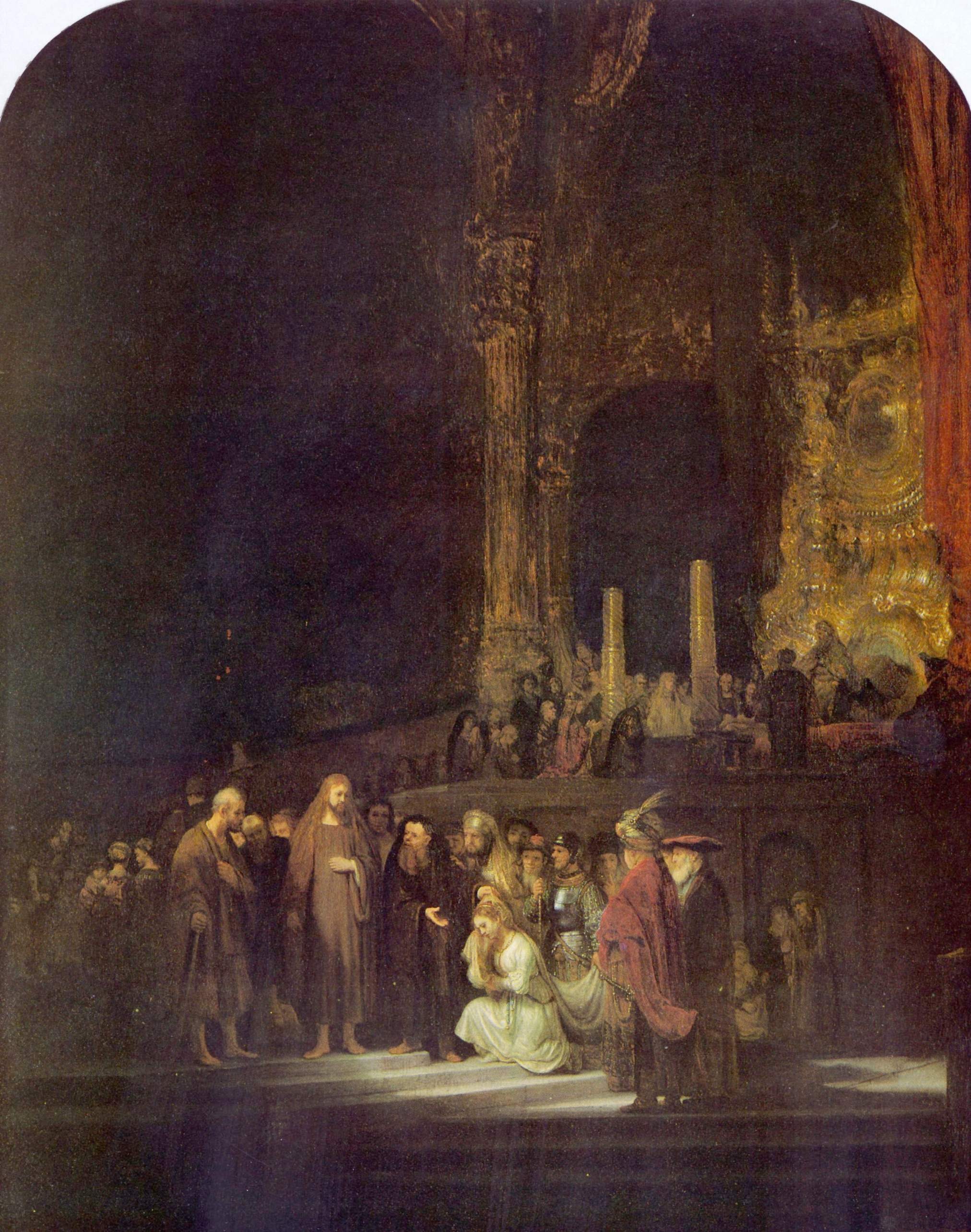
Pericope Adulterae.
Por Rembrandt (1644), na National Gallery de Londres.

A Perícope da Adúltera (em latim: Pericope Adulterae) é um episódio bíblico que se encontra no Evangelho segundo João (João 7:53 até João 8:1–11).
Trata-se de uma perícope muito conhecida e polêmica a respeito de uma mulher que seria julgada por ter sido surpreendida em ato de adultério. Embora não seja dissonante do restante do texto, a maioria dos acadêmicos concorda que a passagem não faz parte do texto original do evangelho de João.
Alguns exegetas identificam a mulher adúltera como Maria Madalena, porém não há nenhuma base histórica ou evangélica para confirmar esta identificação.

## A passagem
Segundo a Tradução Brasileira da Bíblia, o texto da Perícopa é:

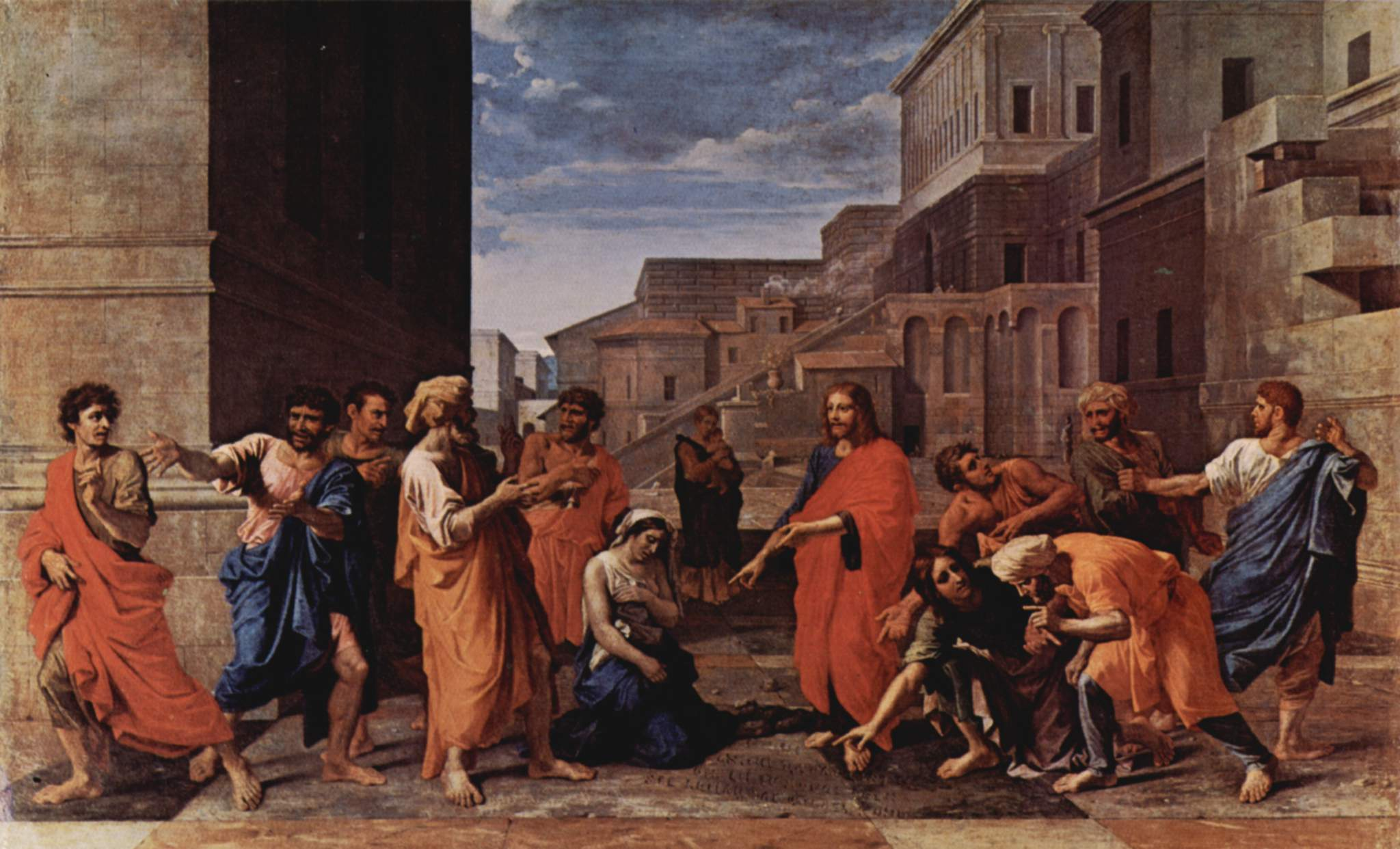
Pericope Adulterae.
Por Nicolas Poussin (1653), no Louvre, em Paris.

| “ | Cada um foi para sua casa; mas Jesus foi para o monte das Oliveiras. De madrugada voltou ao templo, e todo o povo ia ter com ele; e Jesus, sentando-se, o ensinava. Os escribas e os fariseus trouxeram uma mulher apanhada em adultério, puseram-na no meio de todos e disseram a Jesus: 'Mestre, esta mulher tem sido apanhada em flagrante adultério. Moisés nos ordenou na Lei que tais mulheres sejam apedrejadas; tu, pois, que dizes?' Isto diziam, experimentando-o, para ter de que o acusar. Jesus, porém, abaixando-se, começou a escrever no chão com o dedo. Como eles insistissem na pergunta, levantou-se e disse-lhes: 'Aquele que dentre vós está sem pecado, seja o primeiro que lhe atire uma pedra'. Tornando a abaixar-se, continuou a escrever no chão. Mas ouvindo esta resposta, foram saindo um a um, começando pelos mais velhos, ficando só Jesus e a mulher no lugar em que estava. Então levantando-se Jesus, perguntou-lhe: 'Mulher, onde estão eles? ninguém te condenou?' Respondeu ela: 'Ninguém, Senhor.' Disse Jesus: 'Nem eu tampouco te condeno; vai, e não peques mais'. | ” |

Os mestres d'a Lei (escribas) e os fariseus levaram a Jesus uma mulher surpreendida em adultério. Pela Lei de Moisés, extraída da Torá, ela deveria ser apedrejada até a morte.
De fato, a Torá previa que o ato de adultério fosse punido com a morte por apedrejamento (Levítico 20:10 e Deuteronômio 22:22), mas, à época, a pena capital só poderia ser aplicada pelos governantes romanos; nenhum judeu detinha autoridade para sentenciar alguém à morte, muito menos executar a pena.
Os escribas e os fariseus queriam colocar Jesus em uma armadilha: se fosse pela condenação, iria contra a soberania romana e, se fosse pela absolvição, contrariaria a Lei Judaica. De uma ou de outra forma, os mestres da Lei e os fariseus teriam "motivos" para acusá-lo.
Jesus, com a resposta "Quem dentre vós não tiver pecado, que atire a primeira pedra'", fez com que os acusadores ficassem sem argumentos para uma acusação formal e sem moral perante a multidão que assistia à cena.

## A autenticidade do texto
A autenticidade desta perícope carece de unanimidade entre os especialistas, quanto a pertencer a João. Alguns afirmam ter sido incluído posteriormente, ato conhecido por interpolação, não fazendo parte dos escritos originais de João.
A perícope não consta dos manuscritos mais antigos de João: os códices P66 e o P75 do século III. Também não está presente no Codex Sinaiticus nem no Codex Vaticanus, do século IV.
O manuscrito mais antigo em que a perícope aparece é o Codex Bezae do século V. Bruce Metzger argumentou que "Nenhum padre grego antes de Eutímio Zigabeno (século XII) comentou sobre a Perícopa da Adúltera e Eutímio declarou que as cópias mais precisas dos Evangelhos não a continham".
São Jerónimo, século IV, em seu trabalho de tradução da Bíblia para o latim, a vulgata latina, incluiu-a por a ter encontrado em muitos manuscritos em grego e latim. Em função disso, a Pericope Adulterae tornou-se universalmente conhecida.
Segundo Haydock, Santo Ambrósio afirma que essa passagem era famosa na Igreja; e Santo Agostinho também se refere a ela.
Atualmente, esta passagem do evangelho de João é aceita pela maioria das igrejas cristãs como inspirada e, portanto, parte do Evangelho de João. Testemunhas de Jeová não incluem o trecho em sua tradução por não fazer parte dos manuscritos originais mais antigos; a revista A sentinela, na edição de 11/2017, diz: Alguns usam João 7:53–8:11, que aparece em algumas traduções da Bíblia, para dizer que só uma pessoa sem pecado pode julgar quem cometeu adultério. Mas muitos não sabem que essa passagem não fazia parte dos escritos originais. Além disso, essa ideia vai contra a lei mosaica: "Se um homem for encontrado deitado com uma mulher que é esposa de outro homem, ambos devem morrer juntos." — Deuteronômio 22:22
Entretanto, algumas Bíblias frisam que este texto é uma interpolação e o apresentam entre colchetes.